# Francis Maurice Gustavus du Plat Taylor
Francis Maurice Gustavus du Plat Taylor C.B., auch du Plat-Taylor (* 7. Dezember 1878; † 22. Mai 1954) war ein britischer Ingenieur für Hafenanlagen und Landgewinnung.

## Leben
Er entstammte dem französischen Adelsgeschlecht du Plat, dessen erster Vertreter in Deutschland Pierre Joseph du Plat (1657–1709) war, Stammvater der hannoverschen Linie. Mitglieder dieser deutschen Linie traten wiederum in königlich dänische und britische Dienste. Er war der Sohn des britischen Colonels John Lowther du Plat Taylor Esq. (1829–1904), Gründer des Army Post Office Corps. Sein älterer Bruder war der britische Lieutenant Colonel St. John Louis Hyde du Plat Taylor (1865–1936).
Plat Taylor besuchte das Winchester College und studierte anschließend an der Universität London. Er begann seine Berufslaufbahn unter Anthony George Lyster (1852–1920) als Schiffbauingenieur und stellvertretender Ingenieur (Acting Resident Engineer) bei der Mersey Docks and Harbour Company in Liverpool. Ab 1904 war er verantwortlicher Ingenieur (Resident Engineer) für die East India Docks und West India Docks bei der India Docks Company in London, wo er bis 1909 blieb. Im Jahr 1909, als die privat geführten Hafenanlagen (Docks) ins Eigentum der Londoner Hafenbehörde (Port of London Authority) übergingen, wechselte er als verantwortlicher Ingenieur für die Tilbury Docks zur Hafenbehörde, die er ab 1912 stark erweiterte.
Im Ersten Weltkrieg (1914–1918) war er bei der Royal Artillery als Captain und ab 21. Dezember 1917 als Major Instrukteur für das Schießwesen und Kommandeur einer Artillerie-Schule in Frankreich. In diesem Rang wurde er als Reservist am 29. Juni 1929 aus der Armee bei den Royal Engineers entlassen.
Nach seinem Ausscheiden bei der Londoner Hafenbehörde arbeitete er ab 1924 als beratender Ingenieur (Consulting Engineer) und konstruierte Hochwasserschutz-Einrichtungen in Kent und Sussex, Flussbau und Drainagen. Außerdem war er in zahlreichen Fällen Gutachter und Gerichtssachverständiger. Am 26. November 1934 meldete er gemeinsam mit Eldon Frederick Power das Patent Improvements in and relating to concrete tanks or swimming pools an (Patent GB420097).
Im Jahr 1938 wurde er in den Magistrat von Surrey gewählt und hatte dieses Amt bis 1953 inne, wobei auch er danach noch auf der Ergänzungsliste geführt wurde. Er war außerdem von 1950 bis 1953 Vorsitzender der Mortlake Bench.
Für seine Verdienste wurde Plat Taylor zum Companion des Order of the Bath ernannt. Er war seit 13. Februar 1909 verheiratet mit Violet Clerk, der ältesten von vier Töchtern des John Frederick Clerk (1848–1931) und der Eleanor Smith (??–1937). Das Ehepaar hatte einen Sohn und eine Tochter. Nach seinem Tod veröffentlichte die Institution of Civil Engineers einen ausführlichen Nachruf.

## Mitgliedschaften
Im Jahr 1919 wurde er Mitglied in der Institution of Civil Engineers (ICE), dem Berufsverband britischer Bauingenieure. Außerdem war er Mitglied der Institution of Mechanical Engineers, Fellow des Royal Institute of Arbitrators, Past President der britischen Sektion der Société des Ingénieurs civils de France, Mitglied der Association of Consulting Engineers und Felow der Royal Society of Arts. Von 1937 bis zu seinem Tod war Plat Taylor Mitglied des Scientific Development Committee des Royal National Institute of Blind People und von 1945 bis 1949 Vorsitzender dieses Komitees.

## Werke (Auswahl)
- Extensions at Tilbury Docks, 1912–1917, Dezember 1922, in: Minutes of the Proceedings, Band 215, Januar 1923, S. 165–180
- The Design, Construction and Maintenance of Docks, Wharves and Piers, Verlag Ernest Benn, mehrere Auflagen, London 1928, 1934 u. Eyre & Spottiswoode, 1949
- Changes in the coastline near Rye, mit Edward Hubert Chater, Institution of Civil Engineers, 1930
- Cottage hospitals, Benn, 1930
- Reclamation of Land from the Sea, Verlag Constable & Co., London 1931
- The Prevention of Coast Erosion, in: Journal of the ICE, Band 15, Heft 1, London 1940
- Coast protection and the reclamation of land from the sea, Royal Society of Arts, 1950

## Orden und Auszeichnungen
- Companion des Order of the Bath
- 1922: Manby-Preis der Institution of Civil Engineers für die Veröffentlichung Extensions at Tilbury Docks, 1912-1917
- 1940: Telford-Preis der Institution of Civil Engineers für die Veröffentlichung The Prevention of Coast Erosion